# Charleston Park (Floride)
Charleston Park est une census-designated place du comté de Lee, dans l'État de Floride, aux États-Unis,. En 2020, elle compte une population de 235 habitants.